# Tempio di Augusto e della dea Roma (Pola)
Il tempio di Augusto e della dea Roma di Pola è un tempio romano costruito nel I secolo d.C. per glorificare l'imperatore e la città. Sorgeva nell'antico foro di Pietas Iulia, insieme al tempio gemello probabilmente dedicato a Diana.

## Storia
Il tempio sorse sui resti del podio di un precedente santuario edificato tra il 42 a.C. e il 16 a.C., quando l'Impero Romano era in piena espansione e la città di Pietas Iulia era ancora fuori dai suoi confini e possedeva dunque lo status di colonia. La costruzione si colloca nel grande piano voluto dall'imperatore Ottaviano di rinnovo dell'urbanistica di gran parte delle città allora sottomesse a Roma, nell'ottica di celebrare la neonata istituzione imperiale, che aveva sostituito una repubblica durata quasi cinque secoli. Costruito tra il 2 a.C. e il 14 d.C., il tempio era dedicato all'imperatore stesso. 
Il luogo di culto venne anche dedicato alla dea Roma, poiché Augusto era restio alla costruzione di edifici in suo nome che non fossero dedicati anche alla figura dell'Impero divinizzato, in modo che il passaggio alla nuova forma di governo non sembrasse troppo brusco e radicale. 

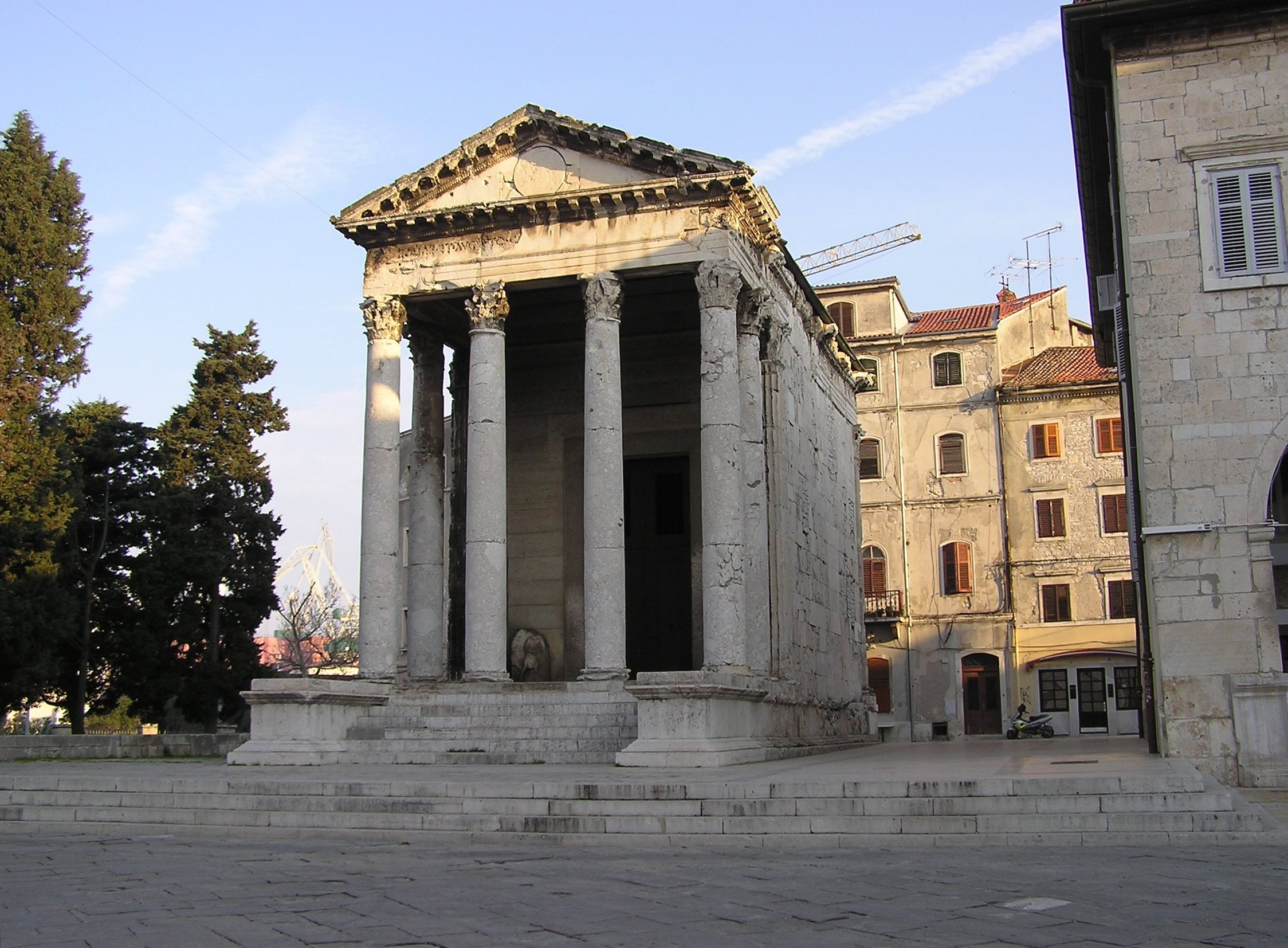
Il tempio di Augusto e della dea Roma

Il tempio fu chiuso alla fine del IV secolo, quando il Cristianesimo divenne religione di Stato e i culti pagani furono soppressi. 
Come molti altri edifici simili (tra cui il Pantheon, la Maison Carrée e i due tempietti del Foro Boario) deve la sua preservazione alla trasformazione in chiesa dedicata a Maria durante l'VIII secolo, quando l'Istria venne annessa dai Bizantini. Nel XVI secolo uno dei lati della cella fu danneggiato da un incendio. Il danno fu riparato solo nel XVII secolo dai Veneziani, che avevano conquistato le coste dell'Istria e della Dalmazia. 
Diversi edifici sorsero attorno al tempio, che venne inglobato in un complesso più esteso. Il pronao divenne un loggiato, mentre l'interno venne trasformato in un granaio.
Nel XVIII secolo venne trasformato in una stalla, ma con la riscoperta dell'arte classica l'erudito Scipione Maffei propose di trasportare il tempio a Venezia, come eccelso esempio di architettura, insieme all'anfiteatro romano della stessa città, ma l'idea non venne eseguita a causa dell'alto costo dell'operazione.
Tra il 1920 e il 1925 vennero demolite le strutture che si erano insediate attorno all'edificio. Quest'ultimo venne restaurato negli stessi anni e riportato alle forme originarie dall'architetto Alessandro Rimini su incarico della Soprintendenza di Trieste. Durante la Seconda guerra mondiale, il 3 marzo 1944, il tempio subì danni a causa di un bombardamento alleato sulla città di Pola, la quale era occupata dalle forze naziste. Il restauro durò fino al 1947 e venne curato dalla Soprintendenza delle Belle Arti di Trieste, poiché la città era ancora italiana (lo sarebbe stata fino al febbraio, quando venne firmato il Trattato di Parigi). Ciò ha permesso alla struttura di giungere in buone condizioni sino ai giorni nostri.
L'interno dell'edificio ospita un piccolo museo di lapidi e sculture romane rinvenute durante gli scavi archeologici della colonia di Pietas Iulia, istituito nel 1806 dal generale francese Marmot, governatore delle Province Illiriche, durante le conquiste napoleoniche. Alcune tracce di affreschi sono ancora visibili sui muri della cella.
Un tempio gemello venne costruito nella stessa area, ma già nel XIII secolo l'edificio non era più in buone condizioni, tanto che nel 1296 venne inglobato nell'edificio del Comune. Il retro del tempio è ancora visibile all'esterno del palazzo.

## Caratteristiche
Il tempio misura 8.05 metri in larghezza, 17.5 metri in profondità e 12 metri in altezza e poggia su un alto podio. Una scalinata composta da sette gradini unisce il livello della pavimentazione con quello del pronao.
Il tempio è tetrastilo prostilo, ossia con quattro colonne sul fronte principale, e due posizionate lateralmente, per un totale di sei colonne. L'ordine è corinzio, nonostante la scelta atipica di utilizzare colonne a fusto liscio invece che scanalato (come nel Pantheon). 
La cella ha ai quattro angoli pilastri scanalati, mentre l'ingresso al tempio è decorato con paraste. 
Il materiale usato per la costruzione dell'edificio è marmo bianco.
Il tempio non aveva frontoni decorati, ma solo una dedica scritta a caratteri bronzei sull'architrave, che recitava "Romae et Augusto Caesari Divi F. Patri Patriae".
Nel complesso l'edificio appare slanciato ed elegante, con un forte contrasto tra parti aggettanti e rientranti, in particolar modo a livello del pronao, dove è presente un grande contrasto tra luci ed ombre. La struttura venne studiata da Andrea Palladio nel XVI secolo.